# 24-й танковий корпус (СРСР)
24-й танковий корпус — оперативно-тактичне військове об'єднання в складі ЗС СРСР періоду Другої Світової війни.

## Історія існування
Формування корпусу проходило на підставі наказу Головнокомандувача Південно-Східним напрямком № 00274/оп від 17 квітня 1942 року в районі Ворошиловграду у складі військ Південного фронту.
Після важких травневих боїв на Південному фронті корпус був виведений у резерв Ставки ВГК, де перебував до листопада 1942 року, відновлюючи свою боєздатність.
28 червня 1942 року Директивою Ставки ВГК № 170465 від 28.06.1942 корпус перепідпорядкований зі складу Південно-Західного до Брянського фронту.
7 липня 1942 року Директивою Ставки ВГК № 170466 від 07.07.1942 внаслідок розділення Брянського фронту на Брянський та Воронезький фронти, корпус включений до складу останнього.
У грудні 1942 року, перебуваючи в складі 1-ї гвардійської армії Південно-Західного фронту, корпус відзначився у рейді на станицю Тацинська, де розгромив ворожий гарнізон і аеродром, з якого забезпечувалась оточена під Сталінградом 6-та польова армія.
Наказом НКО СРСР № 412 від 26 грудня 1942 року 24-й танковий корпус перетворений на 2-й гвардійський танковий корпус.

## Бойовий склад
- Управління корпусу
- 4-та гвардійська танкова бригада
- 2-га танкова бригада (до 15.06.1942)
- 54-та танкова бригада
- 130-та танкова бригада (з 15.06.1942)
- 24-та мотострілецька бригада
- 658-й зенітний артилерійський полк
- 413-й окремий гвардійський мінометний дивізіон
- Корпусні частини:
  - 30-та окрема автотранспортна рота підвозу ПММ (з 16.12.1942)
  - 156-та рухома танкоремонтна база (з 20.12.1942)
  - 112-та рухома ремонтна база (з 25.10.1942)
  - 2158-ма військово-польова станція (з 09.08.1942)

## Командування
- Командир корпусу:
  - Баданов Василь Михайлович, генерал-майор т/в (19.04.1942 — 26.12.1942)
- Начальник штабу корпусу:
  - Бурдейний Олексій Семенович, полковник (04.1942 — 26.12.1942)
- Заступник командира корпусу зі стройової частини:
  - Полозков Василь Юдович, полковник (06.1942 — 26.12.1942)
- Заступник командира корпусу з політичної частини (до 09.10.1942 — військовий комісар):
  - Бахтін Іван Захарович, полковий комісар, з05.12.1942 полковник (27.04.1942 — 26.12.1942)